# Coccosterphus decoloratus
Coccosterphus decoloratus är en insektsart som beskrevs av William Lucas Distant 1908. Coccosterphus decoloratus ingår i släktet Coccosterphus och familjen hornstritar. Inga underarter finns listade i Catalogue of Life.